# Piraí do Sul (kommun)
Piraí do Sul är en kommun i Brasilien.   Den ligger i delstaten Paraná, i den södra delen av landet, 1 000 km söder om huvudstaden Brasília. Antalet invånare är 23 425.
Följande samhällen finns i Piraí do Sul:
- Piraí do Sul

I omgivningarna runt Piraí do Sul växer i huvudsak städsegrön lövskog. Runt Piraí do Sul är det glesbefolkat, med 16 invånare per kvadratkilometer.